# География Астраханской области
 Астраханская область России расположена на юго-востоке Восточно-Европейской равнины в пределах Прикаспийской низменности, в умеренных широтах, в зоне пустынь и полупустынь, которые используются в основном как пастбища. Область узкой полосой протянулась по обе стороны от Волго-Ахтубинской поймы на расстоянии более 400 км. Заливаемые полыми водами на длительный период пространства дельты служат нерестилищем для важных промысловых рыб — русского осетра, севрюги, белуги и других.
Крайняя северная точка находится на границе с Волгоградской областью на 48°52' с. ш., южная — на берегу Каспийского моря — 45°31' с. ш.. Самая западная точка расположена в Черноярском районе на границе с Волгоградской областью — 44°58' в. д., восточная — на одном из маленьких островков дельты Волги в Володарском районе на 49°15' в. д. Протяжённость региона с севера на юг составляет более 400 км, а с востока на запад максимально 120 км. Основной ландшафт области представлен полого-волнистой пустынной равниной, осложнённой огромными массивами бугров, песков, сухими ложбинами, озёрами, карстовыми формами рельефа и др.

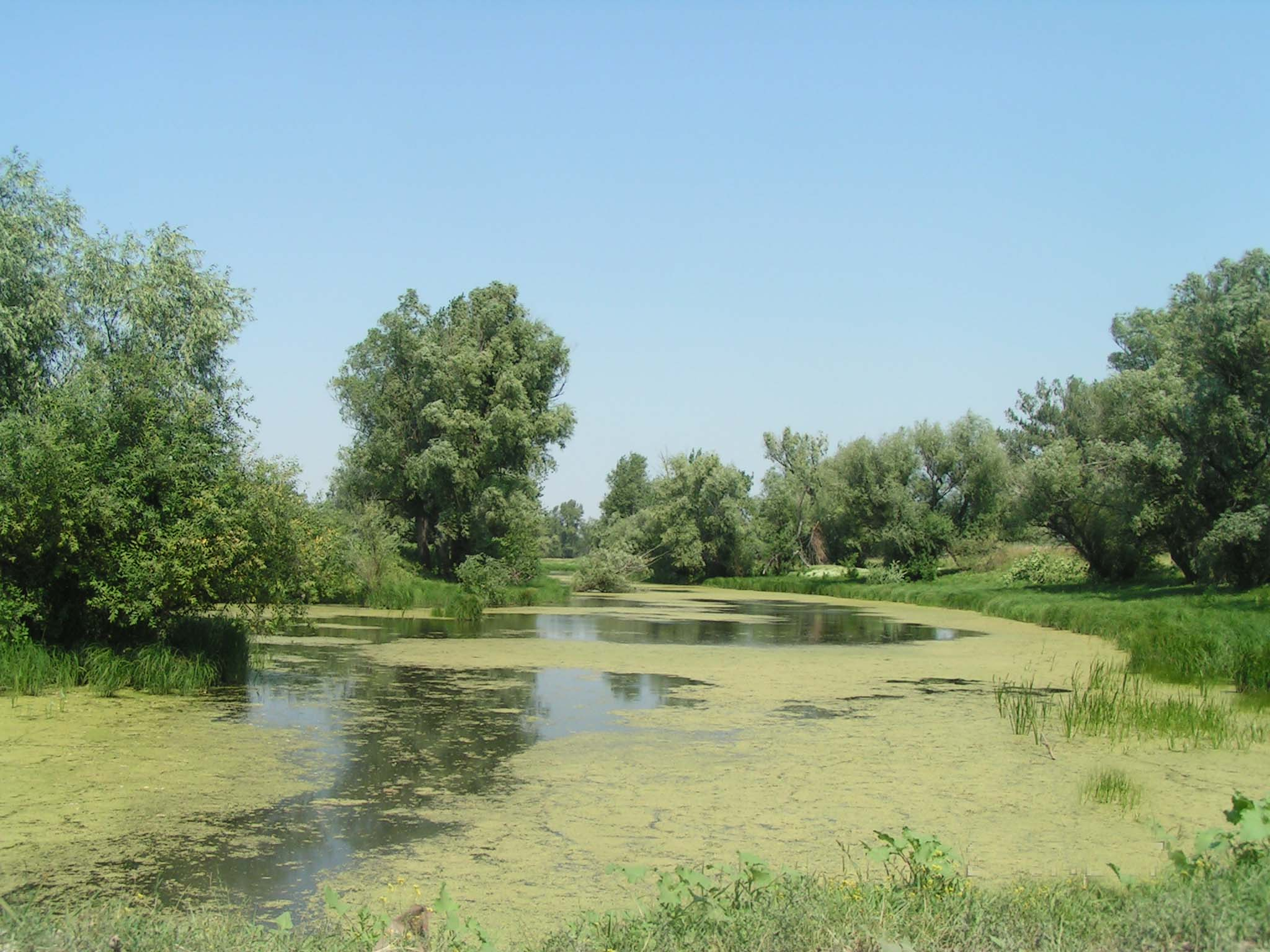
Волго-Ахтубинская пойма. Ерик Старый Каширин

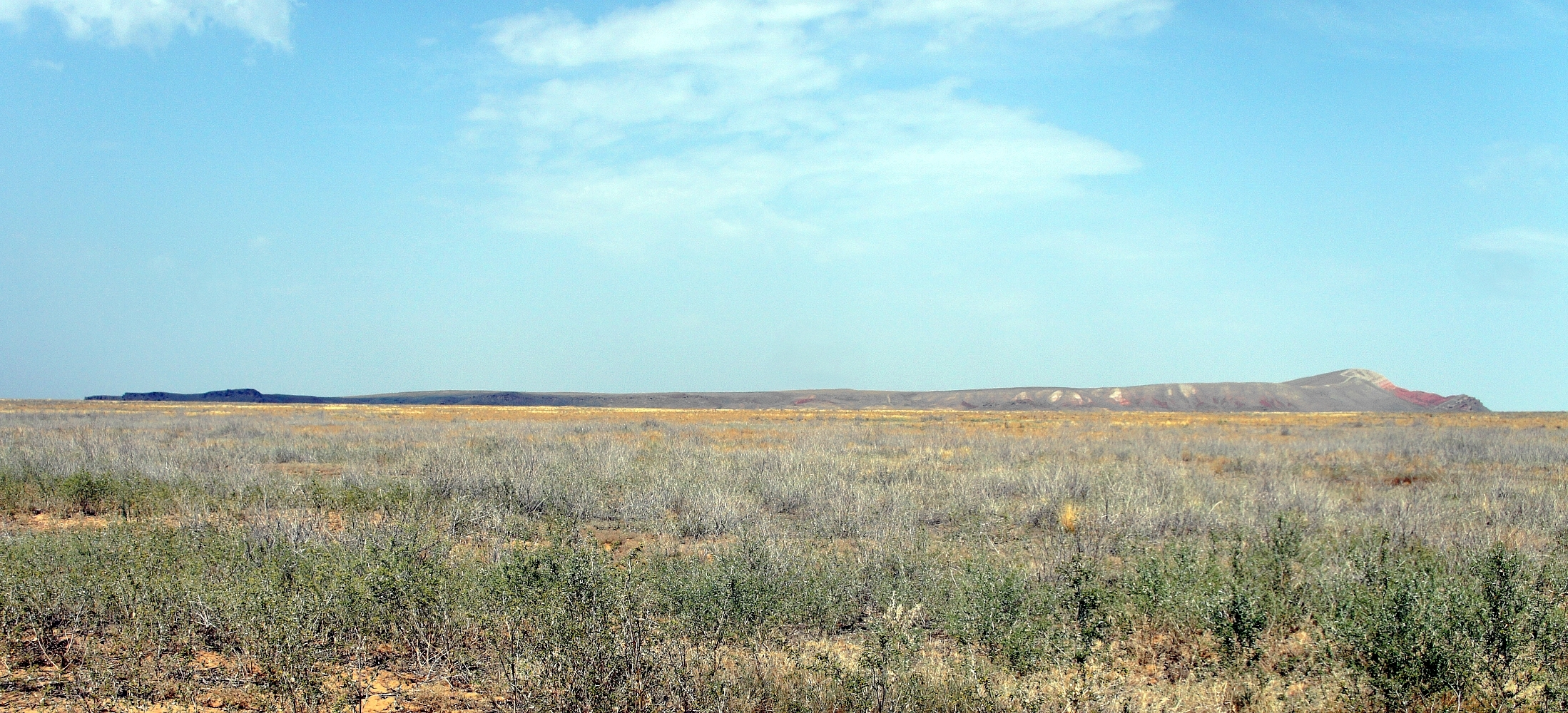
Большое Богдо. Типичный ландшафт полупустыни Северного Прикаспия

Современная абсолютная отметка Каспийского моря располагается на уровне 27 м ниже уровня Мирового океана. К северу абсолютные отметки поверхности увеличиваются и в самой северной части области достигают плюс 15—20 м. Самой высокой точкой является гора Большое Богдо — 161,9 м, расположенная на северо-востоке области.
Область отнесена к четвёртому часовому поясу UTC+4, как и Самара, местное время в Астрахани опережает московское на 1 час.
Область относится к Поволжскому району, Южному федеральному округу. Географическое положение Астраханской области своеобразное. Она располагается на границе Европы и Азии, Волга даёт выход к 5 морям.
Астраханская область граничит:
- На севере — с Казахстаном (с Западно-Казахстанской областью)
- На северо-западе — с Волгоградской областью
- На востоке и северо-востоке — с Казахстаном (с Атырауской областью)
- На западе и юге — с Калмыкией

### Ландшафты
Ландшафтная структура области представлена 8 ландшафтами. В полупустынной зоне сформировались Волго-Сарпинский и Баскунчакский ландшафты. Пустынная зона представлена Волжско-Уральским, Волжско-Приергенинским, Западным и Восточным ильменно-бугровым ландшафтами. К внутризональным ландшафтам относится Волго-Ахтубинская пойма и дельта реки Волга. В каждом ландшафте выделяются несколько местностей с характерным для них набором урочищ.

### Почвенный покров
По данным почвенно-географическим районирования России территория Астраханской области отнесена к Прикаспийской провинции светло-каштановых и бурых полупустынных почв, солончаковых комплексов, песчаных массивов и пятен солончаков. Светло-каштановые почвы зонально представлены в северных районах, в более южных районах — бурые полупустынные, в Волго-Ахтубинской пойме, дельте и подстепных ильменях — пойменными. Интразональные — солонцы и солончаки — встречаются повсеместно среди всех типов почв. Зональные светло-каштановые и бурые почвы относятся к группе аридных гипсово-известковых почв. Они формируются под воздействием одного и того же процесса почвообразования, обусловившего возникновение сходных внешних признаков. Главными факторами почвообразования для светло-каштановых и бурых полупустынных почв являются засушливый климат (особенно высокие температуры вегетационного периода) и ксерофитный, разреженный характер растительности.

### Водные ресурсы
Поверхностные воды Астраханской области представлены рекой Волгой с многочисленными водотоками (около 900 единиц), пресными и солёными водоёмами (около 1000 единиц) и крупнейшим замкнутым водоёмом планеты — Каспийским морем. Подземные воды подразделяются на грунтовые и межпластовые.
Река Волга — самая длинная река в Европе — является национальной гордостью России. Долгий путь — 3530 км проходит Волга от истока до впадения в Каспийское море, принимая все новые и новые притоки. Площадь водосборного бассейна составляет 1360000 км². Волга вместе с Каспийским морем и другими реками, впадающими в него, относится к бессточному бассейну. В верховьях Волги, у г. Волгограда, построены судоходные каналы, определившие выход Волги в Мировой океан. У города Волжского Волгоградской области от неё отделяется к востоку крупный рукав — река Ахтуба, которая на всем протяжении течёт параллельно. К северу от г. Астрахани, там, где от Волги отделяется рукав Бузан, начинается дельта. Вниз по течению р. Бузан присоединяет к себе Ахтубу. Самыми крупными водотоками дельты с запада на восток являются рукава Бахтемир, Старая Волга, Кизань, Болда, Бузан и Кигач.
Озёра Астраханской области занимают особое место. По происхождению они делятся на тектонические, запрудные, смешанные. По химическому составу — на пресные и солёные. К тектоническому типу относится озеро Баскунчак. Озера-старицы и култуки относятся к запрудному типу. Озёра-ильмени преимущественно сконцентрированы к западу от дельты. Они имеют смешанное происхождение, так как в их образовании принимали участие ветер, морские и волжские воды.
Каспийское море — самое крупное озеро в мире, названное за большие размеры морем. Астраханскую область омывает северная часть акватории Каспийского моря. Рельеф дна Северного Каспия представляет собой мелководную, слабоволнистую аккумулятивную равнину, осложнённую дельтой, авандельтой и целым рядом островов. Низкие, пологие берега покрыты труднопроходимыми зарослями тростника высотой до 3 — 4 м.

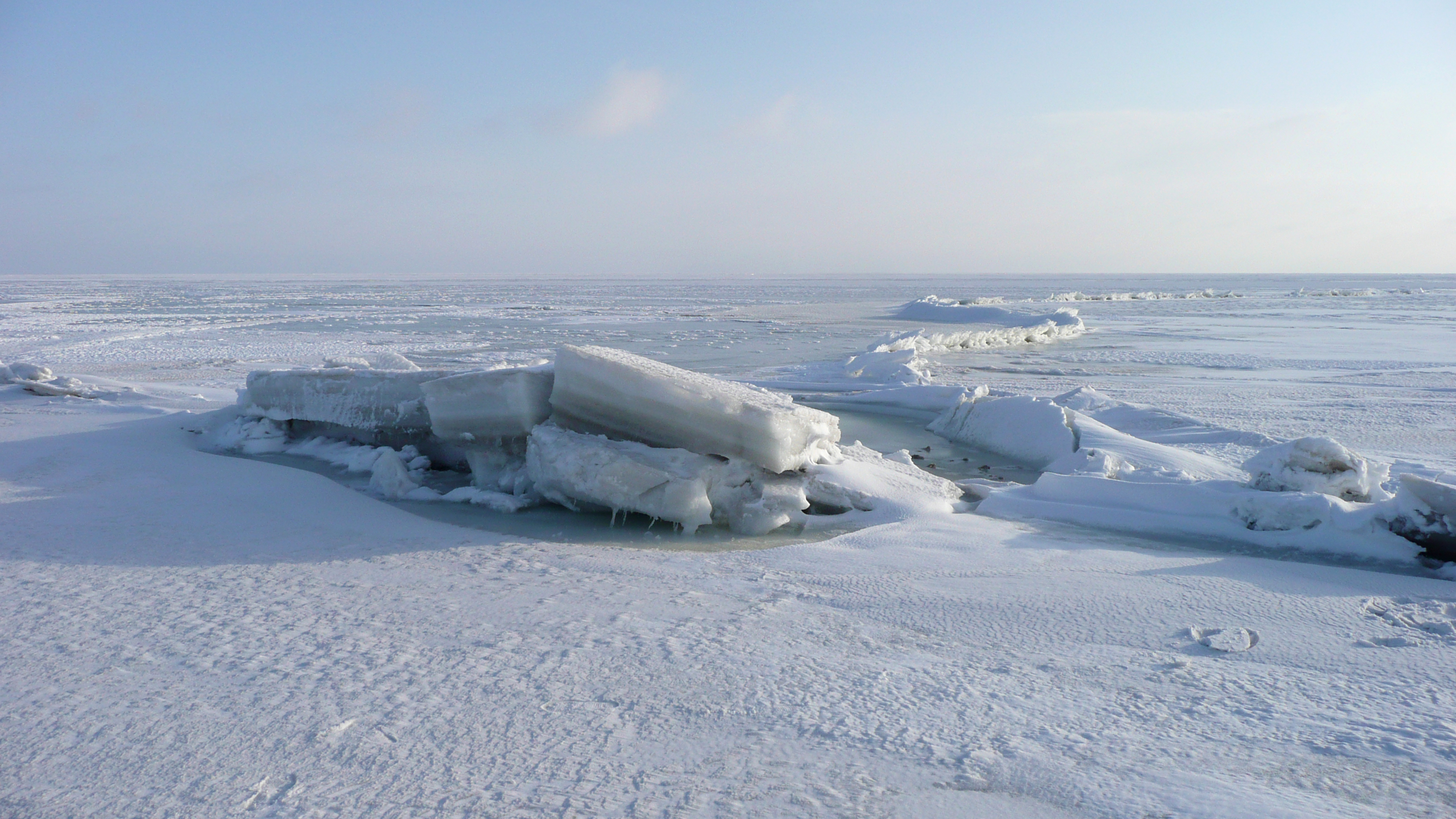
Северный Каспий зимой.
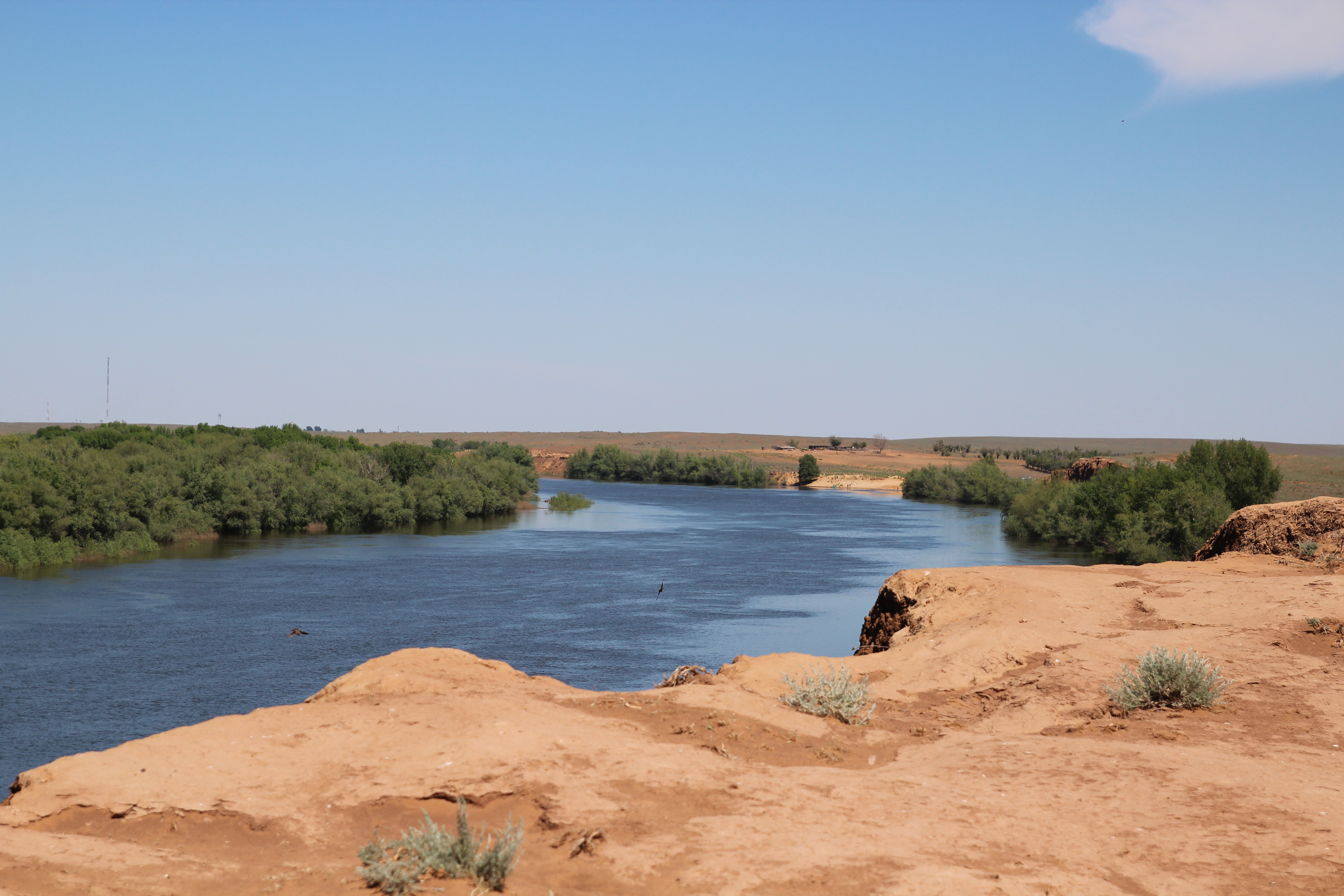
Река Ахтуба.
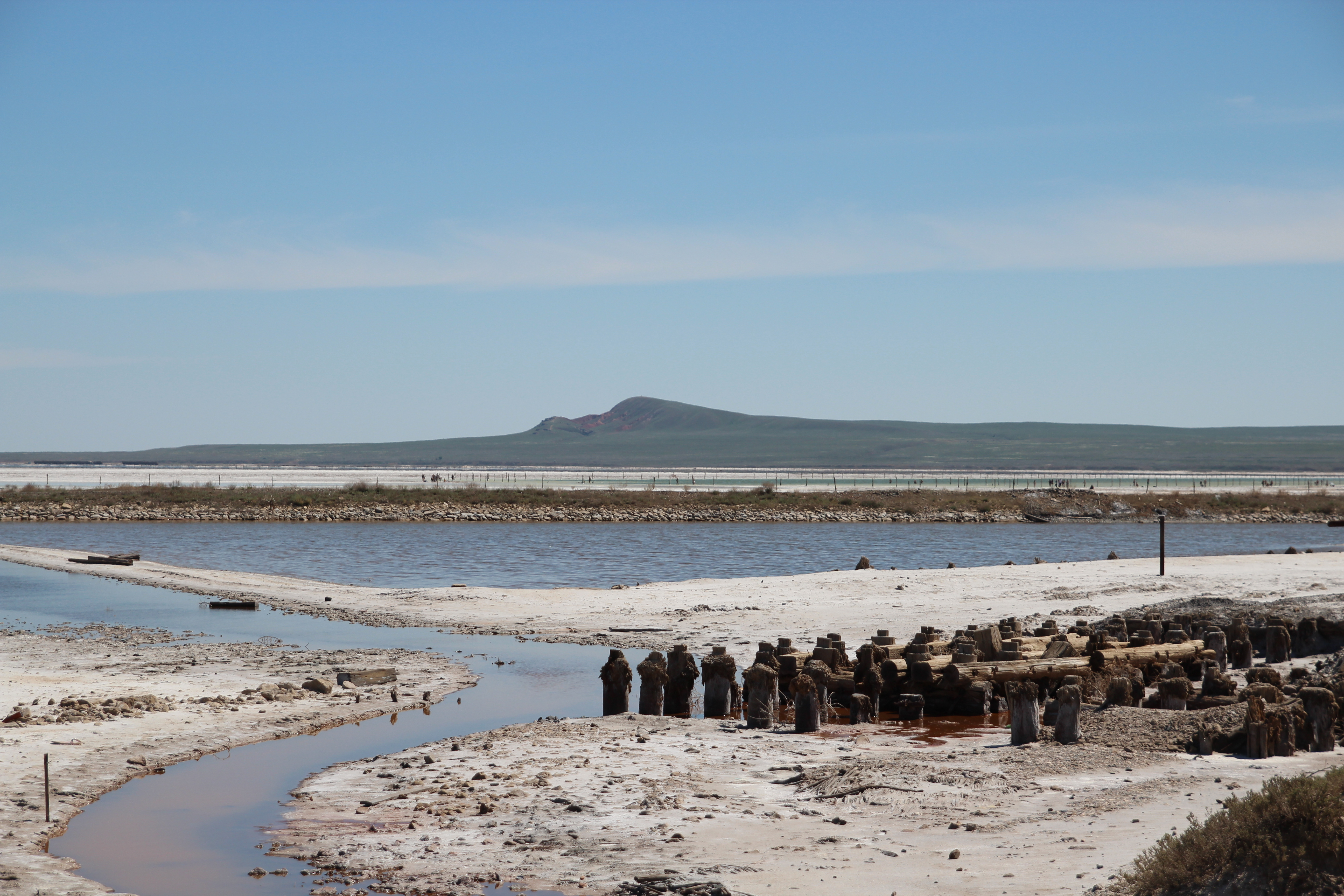
Озеро Баскунчак.

### Полезные ископаемые
Геологическое строение Астраханской области обусловило образование на её территории разнообразных полезных ископаемых, главным образом природный газ, соль и строительные материалы.
В 1836 году в Астрахани для получения воды был пробурен артезианский колодец, но оттуда пошла только горькая вода и горючий газ.
До 1930-х годов обоснованием нефтеносности области до глубины 300—350 м занимались отдельные исследователи[какие?]. В послевоенные годы начались геологоразведочные работы, которые привели к разработке в 1950-х годах газового Промысловского месторождения, что положило начало газификации Астрахани и ряда посёлков. В 1960-х годах разведано небольшое Бешкульское месторождение нефти. В начале 1970-х годов было открыто Бугринское месторождение газа.
В августе 1976 года было открыто Астраханское серогазоконденсатное месторождение. Оно расположено в 70 км к северо-востоку от Астрахани. Промышленные запасы углеводородного сырья только в левобережной части месторождения составляют 2588 млрд м³ и 412 млн т конденсата. В состав газа входят следующие компоненты: метановый газ — 54 %, сероводород — 22-24 %, углекислый газ — 19-22 %; в одном кубическом метре газа содержится в среднем 250 г конденсата. Одним из важнейших компонентов является сера.
В 1990—1991 годах были открыты нефтяное Верблюжье и газовое Северо-Шаджинское месторождения.
В 2000 году на территории Северного Каспия было открыто нефтегазоконденсатное месторождение им. Ю. Корчагина. Запасы по категориям 3Р составляют 500 млн барр. нефтяного эквивалента. В 2005 году на шельфе открыто нефтегазоконденсатное месторождение им. В. Филановского. Запасы нефти составляют 220 млн тонн, газа — 40 млрд м³ .
На территории области находится более 1000 соляных озёр. Озеро Баскунчак является одним из больших в мире месторождений поваренной соли. Она содержит 98 % галита.

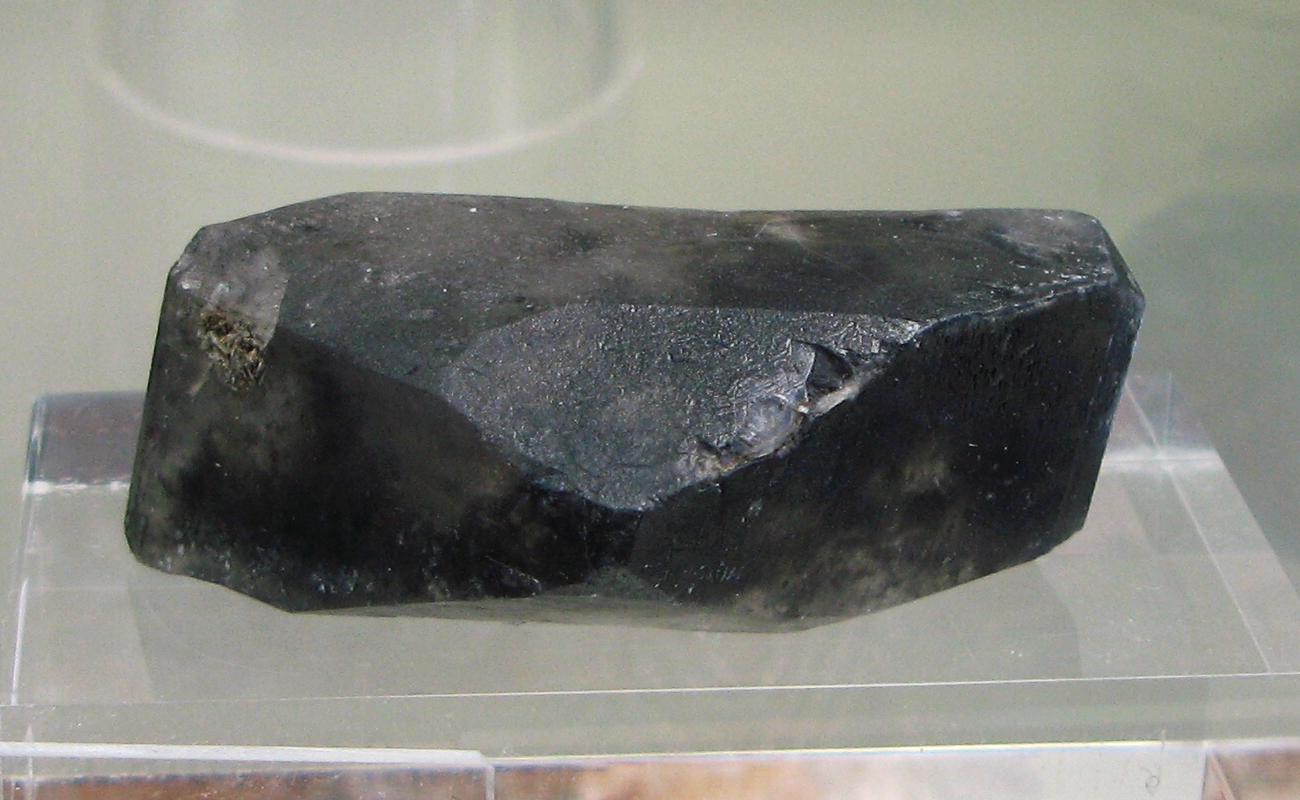
Астраханит

Недалеко от села Кордуан, расположенного на левом берегу реки Кигач, находится Малое Кордуанское солёное озеро. Здесь впервые был обнаружен минерал, названный астраханитом.
Особая роль среди месторождений строительных материалов принадлежит крупнейшему в России Баскунчакскому месторождению гипса. Эксплуатация ведётся с 1933 года Баскунчакским гипсовым заводом, выпускающим гипсовый камень и сыромолотый гипс. Гипс добывают из карьера глубиной до 40—42 м. Сверху гипс перекрывается песчано-глинистыми отложениями средней мощности 56 м. Добыча гипса происходит с помощью взрывных работ.
В 5,5 км восточнее озера Баскунчак расположено Кубатауское месторождение известняков, которые рекомендуются как сырьё для производства строительной извести.
В последние годы широкое применение получил тремолит — лёгкий пористый заполнитель бетона, получаемый путём обжига опоковых пород. В нашей области разведано три месторождения опок: Каменноярское (Черноярский район), Ак-Джарское и Баскунчакское (Ахтубинский район).
Область располагает большими запасами минеральных вод и лечебных грязей, которые ждут своего детального изучения и освоения.

### Особо охраняемые территории Астраханской области

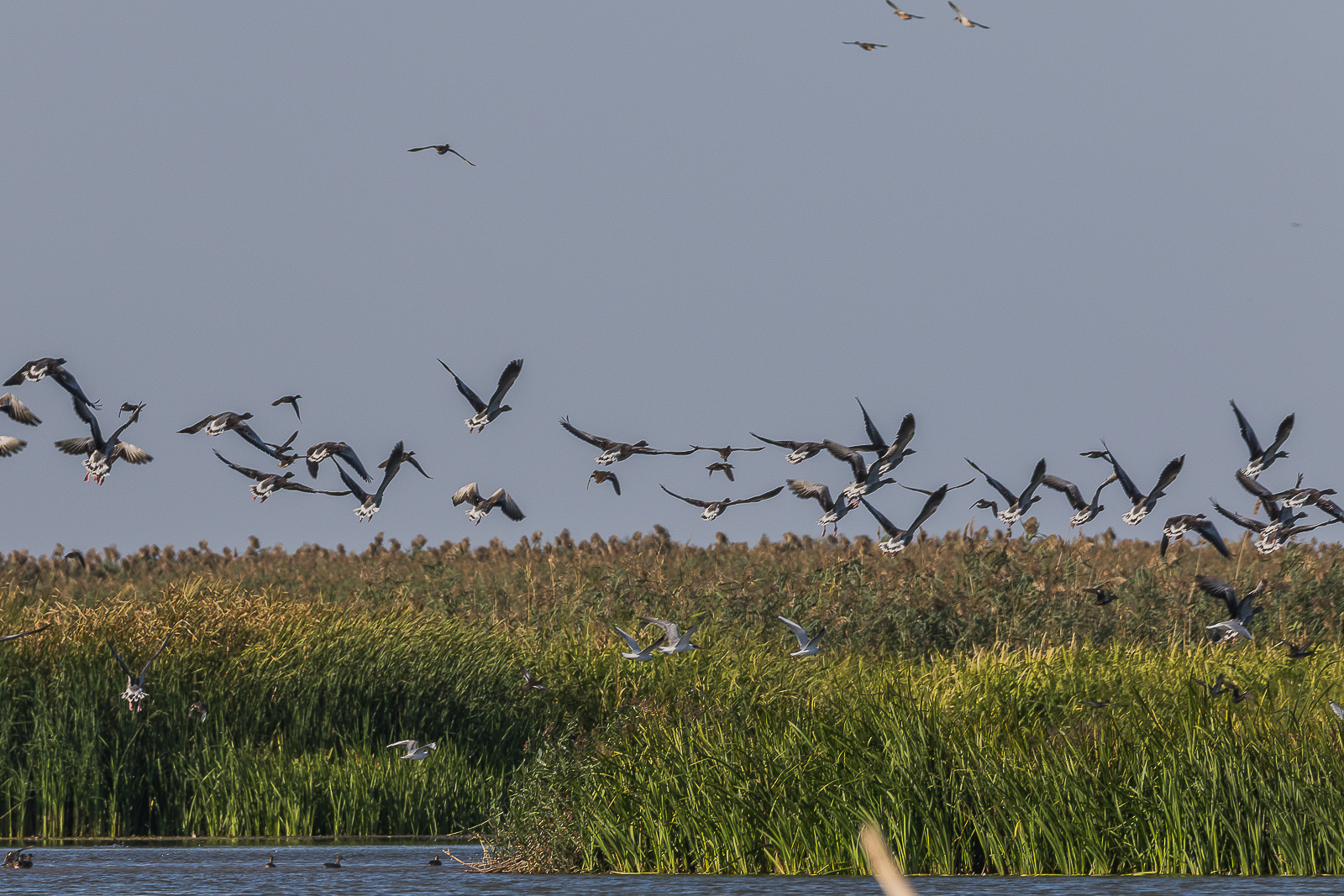
Дельта Волги. Астраханский биосферный заповедник

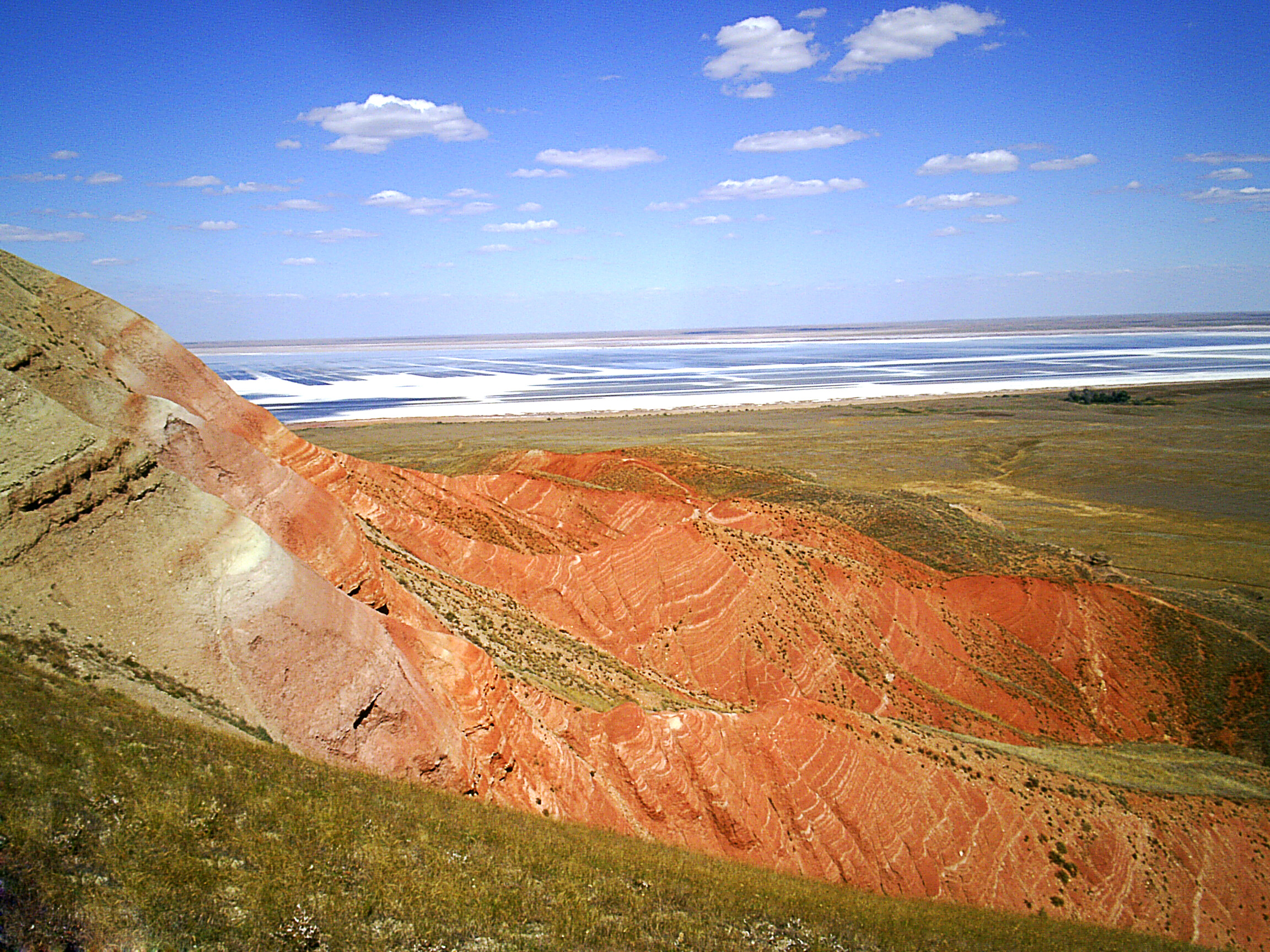
Вид с горы Большое Богдо на озеро Баскунчак. Богдинско-Баскунчакский заповедник

Современная сеть охраняемых территорий в области, включающая государственные заказники, охотничьи хозяйства и государственные памятники природы, складывалась в 70-е-80-е годы XX века. На территории Астраханской области функционируют два государственных природных заповедника федерального значения (Астраханский биосферный заповедник и Богдинско-Баскунчакский заповедник). На территории Астраханской области расположено 49 ООПТ регионального значения. Общая площадь ООПТ Астраханской области составляет 428,694208 тыс. га.
По категориям они распределяются следующим образом:
- 2 природных парка: «Волго-Ахтубинское междуречье», «Баскунчак»;
- 4 государственных природных заказников: «Богдинско-Баскунчакский», «Вязовская дубрава», «Ильменно-Бугровой», «Степной» и «Пески Берли»;
- 8 государственных биологических заказников: «Теплушки», «Икрянинский», «Мининский», «Крестовый», «Жиротопка», «Буховский», «Кабаний», «Енотаевский»;
- 35 памятников природы регионального значения[13].

Государственные природные и биологические заказники Астраханской области
| Наименование заказника  | Год организации | Площадь, тыс. га | Профиль       |
| ----------------------- | --------------- | ---------------- | ------------- |
| Крестовый               | 1986            | 7,2              | биологический |
| Буховский               | 1989            | 9,0              | биологический |
| Богдинско-Баскунчакский | 1993            | 35,2             | ландшафтный   |
| Ильменно-Бугровой       | 1995            | 6,9              | ландшафтный   |
| Пески Берли             | 1998            | 3,1              | ландшафтный   |
| Степной                 | 2000            | 87               | ландшафтный   |
| Теплушки                | 2000            | 4,7              | биологический |
| Кабаний                 | 2001            | 2,1              | биологический |
| Енотаевский             | 2001            | 3,8              | биологический |
| Жиротопка               | 2007            | 6,3              | биологический |
| Икрянинский             | 2007            | 2,9              | биологический |
| Мининский               | 2007            | 0,2              | биологический |
| Вязовская дубрава       | 2013            | 4,3              | ландшафтный   |

ООПТ Астраханской области созданы с целью снижения, а в отдельных случаях и исключения, антропогенной нагрузки на природные компоненты, комплексы, развитие экологического туризма и грамотного использования, сохранения и восстановления природных ресурсов. На этих территориях обеспечивается поддержание стабильности природной среды с помощью установления особых режимов природопользования и охраны территории.

### Животный мир
Современная фауна Астраханской области насчитывает свыше 9000 видов. Здесь обитают водные и наземные животные — обитатели степных, пустынных, полупустынных ландшафтов. В водоёмах дельты их насчитывается около 150 видов простейших. Также обитает бадяга, относящееся к классу губок. В бассейне Каспийского моря обитают 5 видов кишечнополостных: гидра, американская блакфордия, черноморская меризия, балитийская бутенвиллия, полиподиум, и ещё одна разновидность гидры: краспедакуста. Земляных, или дождевых червей, в почвах области встречается около 10 видов. В дельте также обитает около 80 видов моллюсков, 260 видов ракообразных, 140 видов бабочек и обитает 6 видов ядовитых пауков. Из хордовых животных отмечено около 450 видов позвоночных животных: 1 вид круглоротых, 64 вида рыб, 4 вида земноводных, 18 видов пресмыкающихся, около 300 видов птиц и 60 видов млекопитающих. Типичным представителем современных бесчелюстных является каспийская минога. Если рассматривать рыб, обитающих не только в Волге, но и в Каспийском море, то всего их насчитывается 76 видов и 47 подвидов. Среди них шесть видов рыб семейства Осетровых — русский и персидский осётры, белуга, севрюга, шип и стерлядь, представители семейства Сельдевых — черноспинка и т. д., семейства Лососевых — белорыбица, каспийская кумжа, семейства Окуневых — судак, берш, окунь обыкновенный и др., семейства Карповых — вобла, лещ, сазан, краснопёрка и др. Видовой состав рыб в промысловых уловах представлен примерно двадцатью видами: лещ, синец, густера, чехонь, берш, судак, окунь, щука, сом, краснопёрка, вобла, сазан, серушка, линь, жерех, язь, обыкновенный подуст, белый амур, толстолобик, белоглазка. К мелким, с непродолжительным жизненным циклом рыбам низовьев дельты и авандельты относятся уклея, пескарь, малая южная колюшка, вьюн, щиповка, каспийская игла-рыба, каспийская атерина, ёрш, бычок-цуцик, каспийский бычок-песочник, каспийский бычок-кругляк, бычок-головач, бычок-бубырь, зернистая и звёздчатая пуголовки. В Астраханской области обитают представители отряда бесхвостых земноводных — озёрная лягушка, зелёная жаба и обыкновенная чесночница. Из отряда черепах в области встречается только один вид — болотная черепаха. Группа змей насчитывает 10 видов.
В пределах Астраханской области можно встречать около 260 видов птиц: желтоголовый королёк, домовый воробей, полевой воробей, синица большая, лазоревка, ремез, дрозд, рябинник чёрный, рябинник певчий, ласточка береговая, ласточка деревенская, широкохвостка, зяблик, серый сорокопут, чернолобный сорокопут, дубонос, полевой жаворонок, серая ворона, грач, галка, сорока, серая цапля, большая белая цапля, египетская цапля, колпица, каравайка, большая и малая выпьи, кваква, дроздовидная камышовка, серый гусь, лебеди шипун и кликун, кряква, серая утка, огарь, чирок-трескунок, серебристая и озёрная чайки, крачки, баклан, розовый пеликан, кудрявый пеликан, серая неясыть, болотная сова, домовый сыч, филин, сплюшка и ушастая сова,орлан-белохвост, степной орёл, ястреб-тетеревятник, камышовый лунь, степной лунь, полевой и болотный лунь, чёрный коршун, зимняк, балобан, чеглок, кобчик, обыкновенная пустельга, скопа и т. д. Из отряда грызунов встречаются суслик малый и суслик жёлтый, полуденная песчанка, мохноногий тушканчик, полевая и домовая мыши, мышь-малютка, серая крыса (пасюк), обыкновенная и водяная полёвки, ондатра и некоторые другие виды. Из отряда хищных в области обитают волк, лисица обыкновенная, лисица-корсак, енотовидная собака, степной хорёк, перевязка, горностай, ласка, барсук, выдра, каспийская нерпа и другие. В последние годы в низовьях Волги стал встречаться ещё один вид хищных — американская норка. Отряд (кито-)парнокопытных представлен на территории области кабаном, сайгаком, косулей. Также обитают выхухоль, ушастый ёж, малая и белобрюхая белозубки, которые относятся к отряду насекомоядных.

### Растительный мир
Астраханская область во флористическом отношении входит в Афро-Азиатскую пустынную область и в Прикаспийский округ Арало-Каспийской (Туранской) провинции Ирано-Туранской области Голарктики. Для округа характерны прикаспийско-туранские циркумкаспийские виды и эндемики Северного Прикаспия. Видовой состав флоры области не богат. Современная растительность Прикаспия сложилась примерно в последние 15 −16 тысяч лет. За это время здесь в жёстких стрессовых условиях существования (недостаток увлажнения, засоление почвы) смогли закрепиться лишь 756—850 видов высших растений из 240 тысяч видов мировой флоры. Но сочетание этих видов, взаимопроникновение северных бореальных и пустынных ирано-туранских создают уникальные растительные сообщества. В пределах России не встретишь другого такого места, где при перепаде высот относительно межени 1,5 — 2,0 м представлены ассоциации от прибрежно-водных до растений пустынь. На территории Волго-Ахтубинской поймы и дельты р. Волги в результате исследований, проводимых лабораторией геоботаники АГУ, выявлено около 500 видов растений, относящихся к 82-м семействам. Десять наиболее богатых видами семейств включают в себя 262 вида, или более 50 % от общего числа видов. Вниз по течению представленность семейств меняется. В европейской части России пустынная растительность как зональный тип отмечена только на юго-востоке в пределах Прикаспийской низменности. В пустынных местообитаниях ведущее место принадлежит сложноцветным, злаковым и маревым, что указывает на связь и взаимопроникновение видов пустынных и поёмных местообитаний.
- Северотуранские (прикаспийские) пустыни — это царство полукустарниковых (хамефитов) полыней, среди которых доминируют полынь белая, полынь бедноцветковая или чёрная, полынь песчаная. Всего род полыней представлен 10 видами. Растения пустыни в результате эволюции выработали ряд морфологических и анатомических особенностей, позволяющих им переносить недостаток влаги и засоление почвы.
- В пойме и дельте повсюду преобладают луга, которые можно подразделить на луга высокого, среднего и низкого уровней, с разной степенью увлажнения в течение вегетационного сезона. На лугах высокого уровня распространены растения ксерофитной ориентации — вейник наземный, щавель кислый, синеговник, полынь понтическая, подмаренник русский, лядвенец рогатый и др. виды. Луга среднего уровня заняты мезофитными растениями — кострец безостый, мятлик узколистный, подмаренник мареновидный (в пойме) и клубнекамыш морской, алтей лекарственный и др. видами (в дельте). Благодаря широко развитой гидрографической сети (реки, протоки, ерики, ильмени) в пойме и особенно в дельте р. Волги широко представлена флора погружённых и полупогружённых видов. В подводной части дельты можно встретить валлиснерию спиральную, роголистники, уруть, рдесты, подводную форму сусака зонтичного. Эти своеобразные «подводные луга» — прекрасное место для роста и развития многих полупроходных рыб. В устьевых участках рек и в Северном Каспии обитают зелёные водоросли. Они могут быть как планктонными, так и бентосными.
- Резкая смена увлажнения в пойме и дельте препятствует распространению лесов. Они могут существовать только узкими полосами (ленточные или галерейные леса) вдоль русел рек и протоков- основные пространства заняты лугами. Лишь в самом северном отрезке Волго-Ахтубинской поймы сохранились небольшие дубравы из дуба черешчатого. Здесь же типичны тополь чёрный, ясень, вяз и ивы, тяготеющие к берегам рек и протоков. Вниз по течению видовой состав древесных пород становится беднее, леса только ленточные, с доминированием ива трёхтычинковая и ивы белой[18].

На территории Астраханской области отмечено 20 видов растений, занесённых в Красную книгу России.

### Климат
Климат Астраханской области континентальный, сухой. Зима малоснежная, на большей части области заметно сильное смягчающее влияние Каспийского моря, с частыми оттепелями и неустойчивым снежным покровом, однако в отдельные дни бывают достаточно интенсивные морозы при вторжении холодных воздушных масс из Казахстана или с Урала. Лето жаркое. Климат характеризуется также большими годовыми и суточными амплитудами температуры воздуха, малым количеством осадков и большой испаряемостью влаги.
Средняя годовая температура воздуха изменяется с юга на север от +10 °C до +8 °C. Самый холодный месяц — январь, средняя температура составляет −10… −20 °C. Самая высокая средняя температура +35…+45 °C отмечается в июле.
Годовая сумма осадков от 180—200 мм на юге до 280—290 мм на севере области. Наибольшее количество осадков выпадает в период с апреля по июль. Летом ливневые дожди сопровождаются грозами, иногда с градом.